# Syngrapha divergens
Syngrapha divergens är en fjärilsart som beskrevs av Fabricius 1787. Syngrapha divergens ingår i släktet Syngrapha och familjen nattflyn. Inga underarter finns listade i Catalogue of Life.